# Myrcia guianensis
Espèce
Classification phylogénétique
Synonymes
Myrcia guianensis, appelée pedra-ume-caá en portugais, est une espèce de plantes à fleurs de la famille des Myrtaceae. C'est un arbuste ou un petit arbre dont l'aire de répartition va de la Trinité, en passant par le Panama et allant jusqu'en Amérique tropicale.

## Répartition et habitat
L'espèce est trouvée dans les pays suivants: Bolivie, Brésil, Colombie, Équateur, Guyana, Guyane française, Panama, Paraguay, Pérou, Suriname, Trinité-et-Tobago et Venezuela.
Elle pousse en milieu tropical humide.

## Utilisation
La plante est utilisée comme nourriture.

## Taxonomie

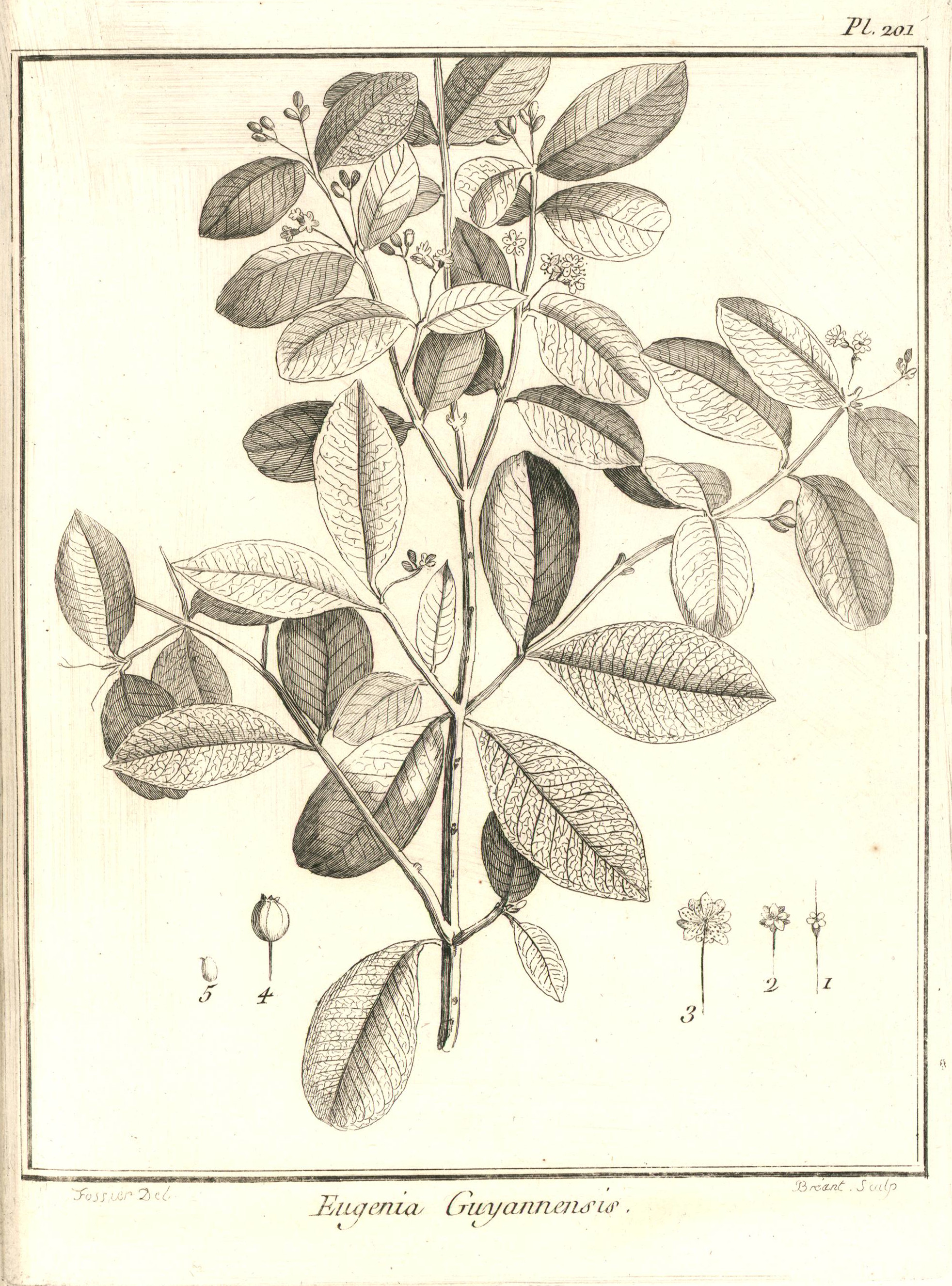
Planche no 201 de Eugenia guianensis (=Myrcia guianensis (Aubl.) DC., 1828, Myrtaceae) dans la publication originale de Fusée-Aublet (1775).

La plante a été décrite en 1775 par Aublet sous le nom d'Eugenia guianensis (LE JAMBOLIER de la Guiane). Elle a ensuite été assignée au genre Myrcia par De Candolle en 1828.

## Publication originale
- De Candolle A.P., 1828. Prodromus systematis naturalis regni vegetabilis, sive enumeratio contracta ordinum, generum, specierumque plantarum huc usque cognitarum, juxta methodi naturalis normas digesta. Pars 3: Sistens Calyciflorarum ordines XXVI. 494 pp. Treuttel et Würtz, Parisiis [Paris] : 3: 245.